# Гженди (Нижньосілезьке воєводство)
Гженди (пол. Grzędy, нім. Konradswaldau) — село в Польщі, у гміні Чарний Бур Валбжиського повіту Нижньосілезького воєводства.
Населення — 544 особи (2011).
У 1975-1998 роках село належало до Валбжиського воєводства.

## Демографія
Демографічна структура станом на 31 березня 2011 року:
|          | Загалом | Допрацездатний вік | Працездатний вік | Постпрацездатний вік |
| -------- | ------- | ------------------ | ---------------- | -------------------- |
| Чоловіки | 257     | 52                 | 188              | 17                   |
| Жінки    | 287     | 67                 | 166              | 54                   |
| Разом    | 544     | 119                | 354              | 71                   |